# 喬恩·葛雷
喬納森·查爾斯·葛雷（英語：Jonathan Charles Gray，1991年11月5日—），為美國職棒大聯盟的投手，目前效力於德州遊騎兵。他是2013年美國職棒大聯盟選秀的選秀探花，先前曾效力過科羅拉多洛磯。

## 職業生涯

### 科羅拉多洛磯
2013年大聯盟選秀前，葛雷原本是狀元呼聲很高的人選。不過太空人後來選擇Brady Aiken作為狀元，而葛雷最終掉到第三順位被洛磯選走。葛雷在2015年8月4日登上大聯盟，他在這年拿下0勝2敗，防禦率5.53。後來他在休賽季加入曲球作為武器球種。
2016年球季初，葛雷因為腹部肌肉緊繃而進入傷兵名單。後來他在5月13日拿下大聯盟首勝，整年他拿下10勝10敗，防禦率4.61。
2017年，葛雷成為球隊的開幕戰先發。4月份，他因為左腳出現疲勞性骨折而進入傷兵名單。7月5日，他敲出了大聯盟首轟。他在這年拿下10勝，防禦率3.67。
2018年球季，他的防禦率因為過高導致他在球季中被下放3A調整。雖然後來成功回歸大聯盟，不過球隊看在他例行賽高達5.12的防禦率，加上被敲出27轟，因此未將他放入國聯分區賽的25人名單內。2019年，葛雷投出11勝8敗，不過他又因為傷勢缺席後段賽季。2020年，葛雷整年僅先發8場比賽，然後再度受傷進入傷兵名單中。這年他的各項投球數據都是生涯新低。

## 個人生活
葛雷的爺爺是一位切羅基人(美國東南方的一個原住民族群)，而葛雷本身已婚。他的哥哥傑克曾在東北州立大學擔任美式足球後衛。

## 外部連結
- 球員資訊和成績在MLB ，ESPN ，Retrosheet ，Baseball Reference ，Baseball Reference (Minors) ，Fangraphs ，The Baseball Cube （英文）
- 喬恩·葛雷的X（前Twitter）